# Peter Henrici (Mathematiker)

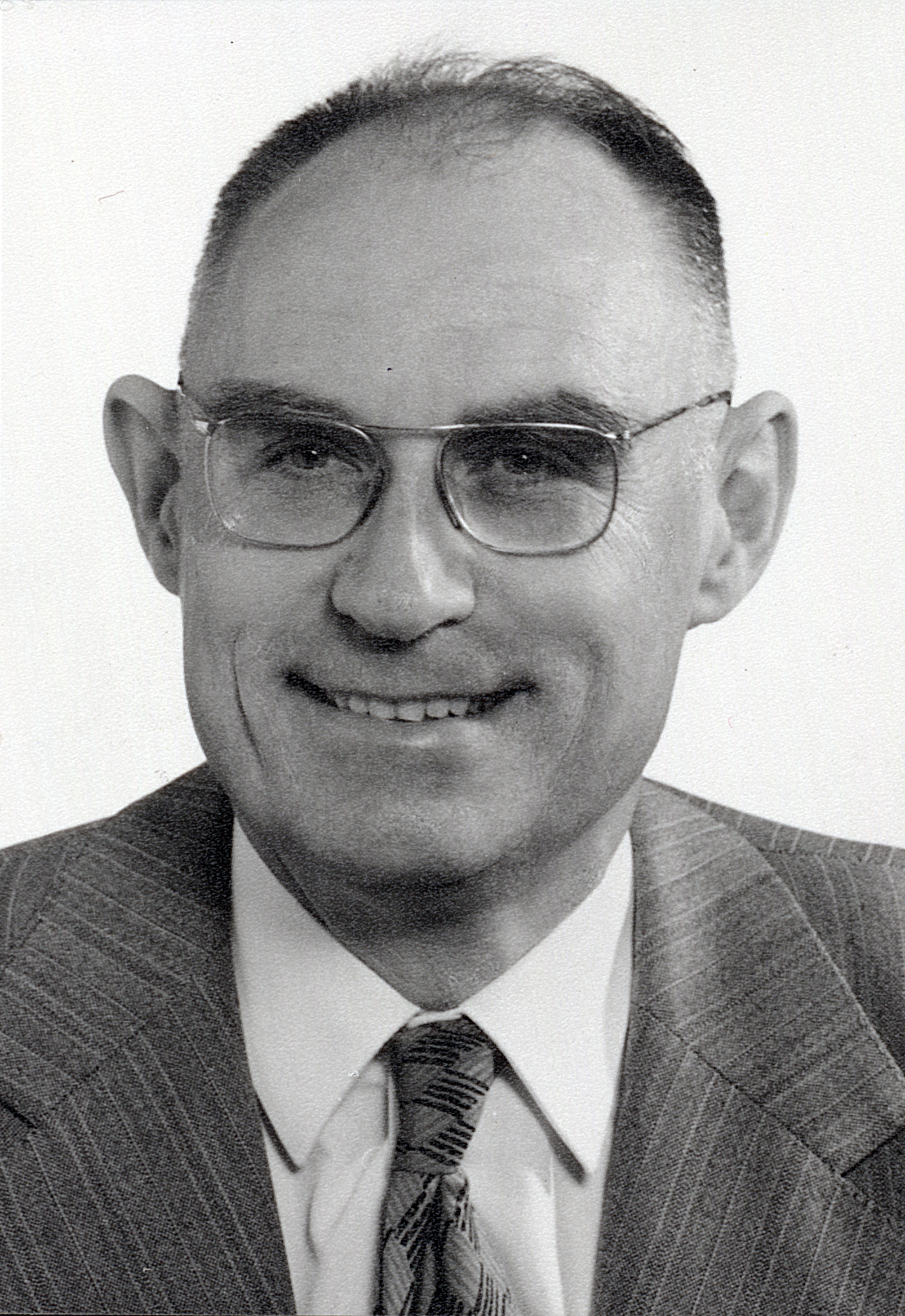
Peter Henrici (1982)

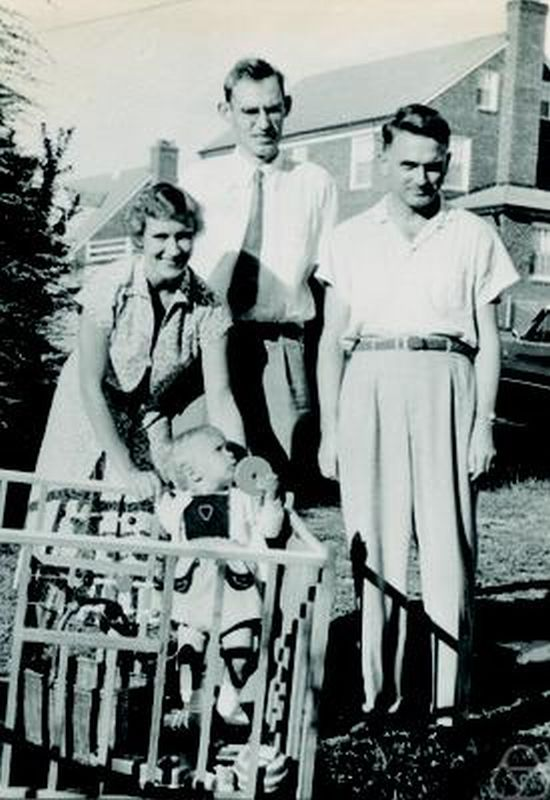
Peter Henrici (Mitte), Washington D. C. 1953

Peter Karl Henrici (* 13. September 1923 in Basel; † 13. März 1987 in Zürich) war ein Schweizer Mathematiker, der sich mit Numerischer Mathematik speziell in der Funktionentheorie beschäftigte.

## Leben
Henrici studierte von 1942 bis 1944 an der Universität Basel Jura und danach Elektrotechnik und Mathematik an der ETH Zürich, wo er 1951 sein Diplom in Mathematik (Über die Lösung von ebenen Potentialproblemen mit scharfen und abgerundeten Ecken durch konforme Abbildungen) und 1948 in Elektrotechnik machte und 1952 bei Eduard Stiefel promovierte (Zur Funktionentheorie der Wellengleichung. Mit Anwendungen auf spezielle Reihen und Integrale mit Besselschen, Whittakerschen und Mathieuschen Funktionen, auch in Comm. Math. Helv., Bd. 27, S. 235). Danach forschte er an der ETH Zürich in Angewandter Mathematik und Aerodynamik. 1951 ging er in die USA, wo er zunächst Research Associate an der American University in Washington, D.C. war, 1956 Associate Professor und 1960 Professor an der University of California, Los Angeles (UCLA), wurde. 1958 erwarb er die US-Staatsbürgerschaft. 1962 wurde er Professor an der ETH Zürich, wo er bis zu seinem Tod blieb. Ab 1985 war er ausserdem William Rand Kenan Distinguished Professor of Mathematics an der University of North Carolina in Chapel Hill. Er war unter anderem Gastprofessor an der Harvard University und der Stanford University.
Henrici verfasste elf Bücher, darunter eine dreibändige Monographie über Numerische Verfahren in der Funktionentheorie, und über 80 Forschungsaufsätze.
1962 hielt er einen Plenarvortrag auf dem Internationalen Mathematikerkongress (ICM) in Stockholm (Problems of stability and error integration in the numerical integration of ordinary differential equations). 1977 bis 1980 war er Präsident der Gesellschaft für Angewandte Mathematik und Mechanik (GAMM). 1978 hielt er die Von Neumann Lectures der Society for Industrial and Applied Mathematics (SIAM). 1980 wurde er Mitglied der Deutschen Akademie der Naturforscher Leopoldina.
Henrici spielte in seiner Freizeit Klavier. Er war zweimal verheiratet.

## Schriften
- Discrete variable methods in ordinary differential equations, Wiley, 1962
- Lecture Notes on Elementary Numerical Analysis, Wiley, 1962
- Error propagation for difference methods, Wiley, 1963
- Elemente der numerischen Analysis, 2 Bände, BI-Hochschultaschenbücher, 1972
- Applied and computational complex analysis, 3 Bände, Wiley, 1974 bis 1986
- Computational analysis with the HP 25 pocket calculator, Wiley, 1977

(deutsche Ausgabe: Analytische Rechenverfahren für den Taschenrechner HP-25, Oldenbourg, 1978)